# Меркет (остров)

Карта острова Маркет

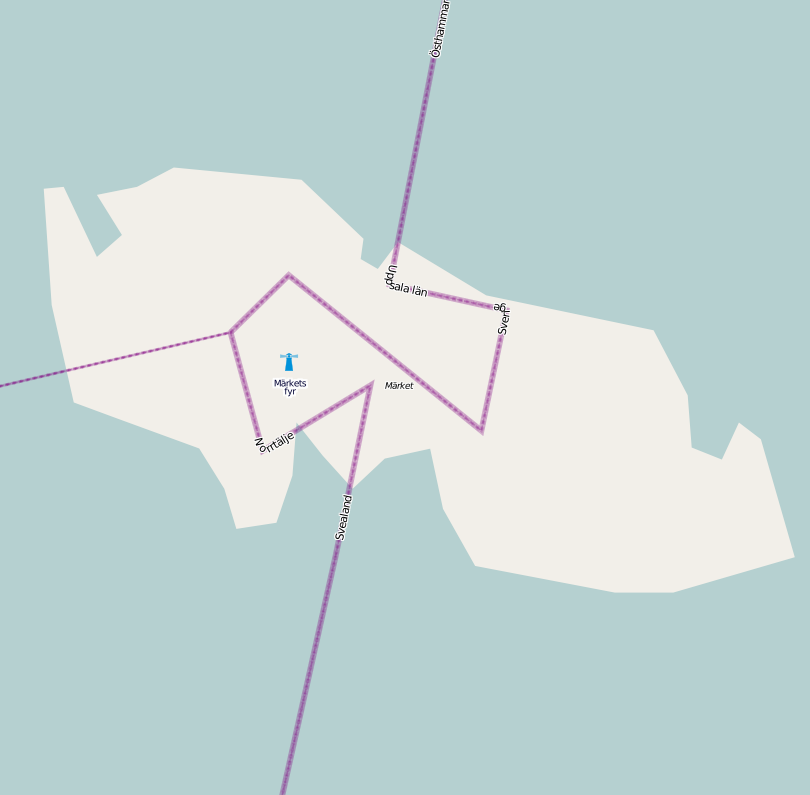
Карта острова с границей между ленами. Северо-западная часть острова относится к лену Уппсала, юго-западная — к лену Стокгольм

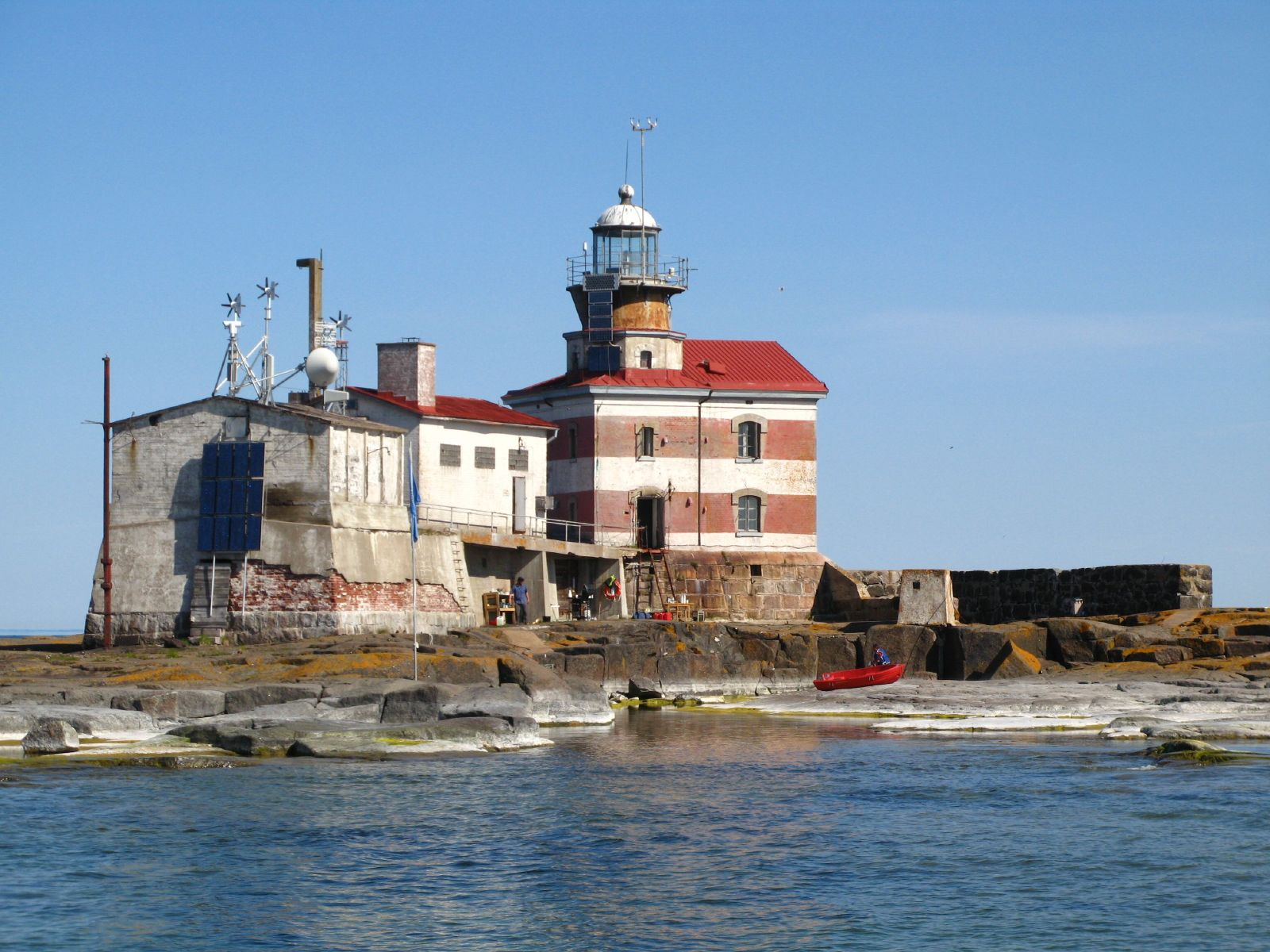
Маяк на острове Маркет

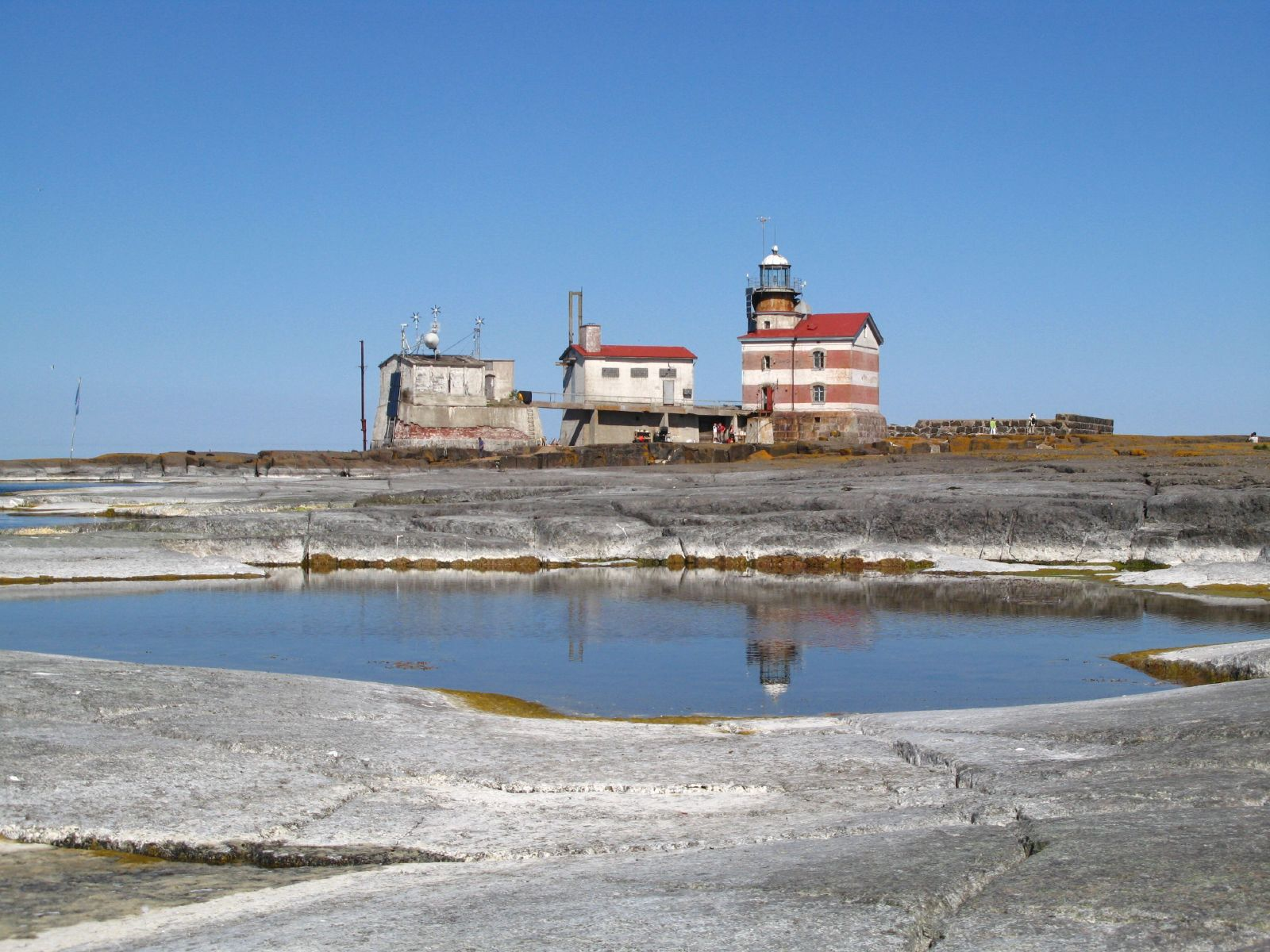
Остров

Маркет (швед. Märket [mɛrkːet]) — необитаемый остров в проливе Сёдра-Кваркен Балтийского моря. Западная часть острова принадлежит Швеции, восточная часть — Аландским островам (зависимой территории Финляндии). Шведская часть острова разделена между двумя ленами — леном Стокгольм — коммуна Норталье, а также леном Уппсала — коммуна Остхаммер; Финская часть острова относится к коммуне Хаммарлад Аландских островов.
Маркет является одним из самых маленьких по площади (3 га) островом в мире, который разделён между странами.

## История
После завершения Русско-Шведской войны 1808—1809 годов по Фридрихсгамскому договору Финляндия и Аландские острова отходили к Российской Империи. Самый западный остров Меркет был поделен поровну между Россией и Швецией, а так как территория острова меняется, каждые 25 лет проходит демаркация границы, последний раз уточнение границы проводилось в 2006 году. Из-за того, что на шведскую часть острова не распространяется действие конвенции по демилитаризации Аландов, вопрос демаркации границы выходит за рамки двусторонних соглашений Финляндии и Швеции, предполагая участие третьих стран, в частности Великобритании, Германии, Дании, Италии, Польши и Франции. Демаркация также требует согласования с самими Аландами — в силу положения о статусе автономии в составе Финляндии.

## Маяк
Финский маяк на острове построен в 1885 году, автоматический с 1979 года. При постройке маяка точных карт острова ещё не существовало, и впоследствии оказалось, что маяк находится на территории Швеции. Поэтому впоследствии граница была изменена таким образом, чтобы маяк оказался на территории Финляндии, а площади частей и береговые линии каждой из стран не изменились.